# Eksperyment Francka-Hertza
Eksperyment Francka-Hertza – eksperyment fizyczny, którego autorami była para niemieckich naukowców – James Franck oraz Gustav Ludwig Hertz. Doświadczenie nagrodzono w 1925 roku Nagrodą Nobla za odkrycie praw rządzących zderzeniem elektronu z atomem. Eksperyment ten potwierdził istnienie dyskretnych stanów stacjonarnych postulowanych w modelu atomu Bohra.

## Ogólny opis doświadczenia

Zależność prądu anodowego od napięcia przyspieszającego

Elektrony emitowane z żarzonej katody przyspieszane są regulowanym napięciem elektrycznym (0÷30 V) pomiędzy dwiema równoległymi siatkami (wszystko w podgrzewanej podciśnieniowej bańce szklanej wypełnionej parami rtęci o temperaturze około 180÷210 °C). 
Za płaszczyzną drugiej siatki podłącza się napięcie hamujące (około 1÷2 V pomiędzy siatką a anodą) tak, że istnieje minimalna energia, którą elektron musi posiadać, by pokonać uzyskaną w ten sposób barierę potencjału.
Termicznie uwalniane elektrony z powierzchni katody trafiają w obszar pola elektrycznego, pod wpływem którego nabierają prędkości. W okolicach 4,9 eV elektrony zaczynają być silnie de facto pochłaniane przez atomy rtęci, które emitują w zamian powolny elektron o przeciwnym niż poprzedni spinie. Wyemitowany elektron nabiera przyspieszenia i tak dalej, aż nie dotrze do siatki poza którą występuje potencjał o przeciwnym zwrocie (hamujący). Jeżeli jednak elektrony pomimo napięcia hamującego dotrą w okolice anody zostają wessane przez nią i mogą zostać zmierzone w postaci prądu anodowego. Uzyskuje się "zębiasty" przebieg prądu pochodzącego od elektronów zebranych z anody w zależności od wartości napięcia przyspieszającego. Przy napięciu przyspieszającym równym wielokrotności 4,9 V wartości prądu anodowego osiąga w funkcji napięcia lokalne maksima, co dowodzi postulatu o kwantowaniu poziomów energetycznych.
Przy osiąganiu lokalnego maksimum zachodzi większe prawdopodobieństwo niesprężystych zderzeń, gdyż energia kinetyczna elektronu z większym prawdopodobieństwem może zostać zamieniona na energię przejścia optycznego.
Napięcie (4,9 V) wzbudzenia atomów rtęci odpowiada przejściom ze stanu singletowego do trypletowego. Zgodnie z zachowaniem spinu musi dojść do wymiany elektronu o takim samym spinie jak wypadkowy spin atomu. Przejście to jest metastabilne, gdyż bez ponownej wymiany elektronu na z przeciwnym spinem, stan staje się stanem trypletowym o najniższej energii.